# Trường đua Aragon
Trường đua Aragon, tên chính thức là Trường đua Alcaniz (tiếng Tây Ban Nha Circuito de Alcañiz) là một trường đua xe chuyên dụng nằm ở thị trấn Alcaniz, vùng Aragon, Tây Ban Nha. Trường đua hiện đang đăng cai chặng đua MotoGP Aragon của giải đua MotoGP.

## Lịch sử
Trường đua được khánh thành và bắt đầu tổ chức các cuộc đua vào năm 2009.
Năm 2010, do dự án MotoGP của trường đua Balatonring (Hungary) bị hủy nên Ban tổ chức giải đua đã bổ sung trường đua vào lịch thi đấu MotoGP. Từ đó đến nay thì trường đua này luôn đăng cai chặng đua MotoGP Aragon.
Năm 2020, do tác động của đại dịch COVID-19 khiến cho nhiều chặng đua bị hủy, nên trường đua được phép đăng cai thêm một chặng đua nữa mang tên là chặng đua MotoGP Teruel 2020.

## Các kỷ lục vòng chạy
Dưới đây là các kỷ lục vòng chạy nhanh nhất của các giải đua xe được tổ chức ở trường đua Aragon:
| Giải đua                                               | Thời gian                                     | Tay đua                                       | Xe                                            | Sự kiện                                       | Kiểu đường                                    |
| Kiểu đường FIA Grand Prix 5.345 km (2009-nay)          | Kiểu đường FIA Grand Prix 5.345 km (2009-nay) | Kiểu đường FIA Grand Prix 5.345 km (2009-nay) | Kiểu đường FIA Grand Prix 5.345 km (2009-nay) | Kiểu đường FIA Grand Prix 5.345 km (2009-nay) | Kiểu đường FIA Grand Prix 5.345 km (2009-nay) |
| ------------------------------------------------------ | --------------------------------------------- | --------------------------------------------- | --------------------------------------------- | --------------------------------------------- | --------------------------------------------- |
| Formula Renault 3.5                                    | 1:41.376                                      | Arthur Pic                                    | Dallara T12                                   | 2012 Aragon Formula Renault 3.5 Series round  |                                               |
| Formula Renault 2.0                                    | 1:55.950                                      | Max Defourny                                  | Tatuus FR2.0/13                               | 2016 Aragon Eurocup Formula Renault 2.0 round |                                               |
| World SBK                                              | 1:57.664                                      | Tom Sykes                                     | Kawasaki Ninja ZX-10R                         | 2014 Aragon World SBK round                   |                                               |
| Formula 4                                              | 2:01.012                                      | Kas Haverkort                                 | Tatuus F4-T014                                | 2020 Aragon F4 Spain round                    |                                               |
| World SSP                                              | 2:01.708                                      | Jules Cluzel                                  | MV Agusta F3 675                              | 2014 Aragon World SSP round                   |                                               |
| TCR Touring Car                                        | 2:06.689                                      | Gilles Magnus                                 | Audi RS 3 LMS TCR                             | 2020 WTCR Race of Spain                       |                                               |
| Kiểu đường FIA Grand Prix có Chicanes: 5.397 km (2020) |                                               |                                               |                                               |                                               |                                               |
| TCR Touring Car                                        | 2:15.272                                      | Santiago Urrutia                              | Lynk & Co 03 TCR                              | 2020 WTCR Race of Aragon                      |                                               |
| Kiểu đường FIM Grand Prix 5.078 km (2009-nay)          |                                               |                                               |                                               |                                               |                                               |
| MotoGP                                                 | 1:48.089                                      | Franco Morbidelli                             | Yamaha YZR-M1                                 | 2020 Teruel motorcycle Grand Prix             |                                               |
| World SBK                                              | 1:49.620                                      | Jonathan Rea                                  | Kawasaki Ninja ZX-10RR                        | 2020 Aragon World SBK round                   |                                               |
| Formula 4                                              | 1:51.143                                      | Richard Verschoor                             | Tatuus F4-T014                                | 2016 Aragon F4 Spain round                    |                                               |
| Moto2                                                  | 1:51.730                                      | Sam Lowes                                     | Kalex Moto2                                   | 2020 Teruel motorcycle Grand Prix             |                                               |
| World SSP                                              | 1:53.990                                      | Andrea Locatelli                              | Yamaha YZF-R6                                 | 2020 Teruel World SSP round                   |                                               |
| Moto3                                                  | 1:57.976                                      | Sergio García                                 | Honda NSF250RW                                | 2020 Teruel motorcycle Grand Prix             |                                               |
| Supersport 300                                         | 2:06.316                                      | Meikon Kawakami                               | Yamaha YZF-R3                                 | 2021 Aragon Supersport 300 round              |                                               |
| Kiểu đường National 2.646 km (2009-nay)                |                                               |                                               |                                               |                                               |                                               |
| Pure ETCR                                              | 1:11.181                                      | Augusto Farfus                                | Hyundai Veloster N ETCR                       | 2021 Aragon Pure ETCR round                   |                                               |